# Chloë Annett
Chloë Victoria Annett (nacida el 25 de julio de 1971) es una actriz inglesa, más conocida por su papel en las series 7 y 8 del sitcom británico Enano Rojo.

## Biografía

### Primeros años y familia
Annett nació y creció en East Finchley, en Londres, donde asistió a la Mountview Academy of Theatre Arts. Originalmente iba a asistir a una escuela de arte, pero acudió con un amigo que iba a una audición y entró. Ella informó de que sus padres le apoyaron en su cambio de carrera y le animaron realmente.
Su padre es el director Paul Annett, quién ha dirigido un gran número de episodios de la serie británica, EastEnders. El padre de Annett también dirigió algunos episodios de la serie dramática infantil Byker Grove, en algunos de los cuales Annett apareció. Su hermano, Jamie Annett, también ha dirigido EastEnders. Su madre es la actriz y experta de voz Margo Annett, autora de An Actor's Guide to Auditions and Interviews, quién trabaja estrechamente con Thelma Holt y la fundación Cameron Mackintosh. Está casada con Alec McKinlay, el director de los grupos pop Oasis y Crowded House.

### Televisión
Annett pasó tiempo en Estados Unidos donde tuvo parte en la miniserie de televisión de 1992 Jewels. De vuelta en Gran Bretaña, la mayoría de sus papeles eran "bit parts", a pesar de que interpretó el papel protagonista de Holly Turner en Crime Traveller (1997) junto a Michael French, quien interpretó a Jeff Slade. En 1992, interpretó a Gertrude Winkworth en un episodio de la serie de Granada Jeeves and Wooster, basada en las novelas de P.G. Wodehouse, en la cual Hugh Laurie y Stephen Fry eran protagonistas. Ella también interpretó a Angela Mortimer, la sobrina-nieta de la Señora Pumphrey y el interés amoroso de Tristan Farnon, en un episodio ("Hampered") de All Creatures Great and Small.
Annett es más conocida por el papel de Kristine Kochanski en la séptima y octava serie de la comedia de ciencia ficción británica Enano Rojo, un papel que retomó en la parte final del especial de 2009, Enano Rojoː Vuelta a la Tierra. 
Ganó el premio a Mejor Actriz en abril de 2011 en el Festival de Cine Independiente de Londres.

## Filmografía seleccionada

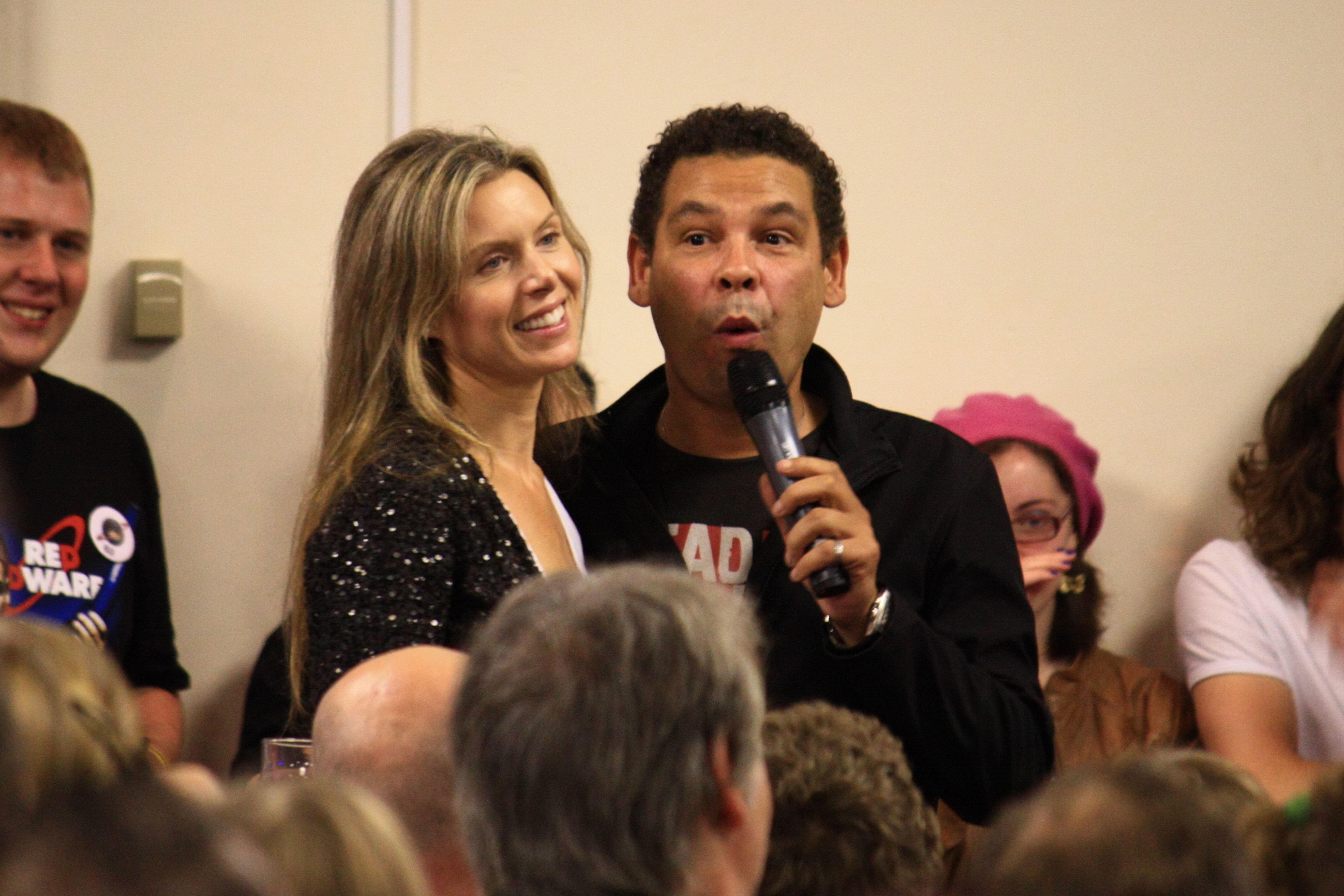
Annett y Craig Charles, también conocido como Dave Lister en Enano Rojo

| Año  | Título                                                                      | Papel                         | Notas                              |
| ---- | --------------------------------------------------------------------------- | ----------------------------- | ---------------------------------- |
| 1990 | Families                                                                    | Mina Sandaval                 |                                    |
| 1990 | Inspector Wexford: An Unkindness of Ravens                                  | Jane Gardner                  |                                    |
| 1990 | All Creatures Great and Small: Hampered                                     | Angela Mortimer               |                                    |
| 1991 | Doctor at the Top                                                           | Rebecca Stuart-Clark          |                                    |
| 1992 | Spatz                                                                       | Donna Edwards                 |                                    |
| 1992 | Jeeves and Wooster: Bertie Takes Gussie's Place at Deverill Hall            | Gertrude Winkworth            |                                    |
| 1992 | Covington Cross: The Persecution                                            | Rachel                        |                                    |
| 1992 | Double X: The Name of the Game                                              | Sarah Clutten                 |                                    |
| 1992 | Jewels (también conocido como Danielle Steel's Jewels)                      | Isabelle                      |                                    |
| 1993 | Yamada ga machi ni yatte kita (también conocido como How to Speak Japanese) | Mary Fitzgibbon               |                                    |
| 1994 | Byker Grove                                                                 | Janey                         |                                    |
| 1996 | Cadfael: The Devil's Novice                                                 | Rosanna                       |                                    |
| 1997 | Space Cadets: Vulcans vs. Klingons                                          | Ella misma                    |                                    |
| 1997 | Crime Traveller                                                             | Holly Turner                  |                                    |
| 1997 | Enano Rojo VII                                                              | Kristine Kochanski            |                                    |
| 1998 | Can't Smeg Won't Smeg                                                       | Kristine Kochanski            |                                    |
| 1998 | Universe Challenge                                                          | Ella misma                    |                                    |
| 1998 | Red Dwarf A-Z                                                               | Ella misma                    |                                    |
| 1999 | Red Dwarf VIII                                                              | Kristine Kochanski            |                                    |
| 2000 | Kiss Me Kate                                                                | Sam                           | Episodio: The Party                |
| 2000 | Pasty Faces                                                                 | Lena                          |                                    |
| 2000 | The Asylum                                                                  | Rose                          |                                    |
| 2002 | Doctors                                                                     | Joanna Hepworth               | Episodio: Stealing Booty           |
| 2004 | Casualty                                                                    | Lina Roles                    | Episodio: Passions and Convictions |
| 2004 | Comedy Connections: Red Dwarf                                               | Ella misma                    |                                    |
| 2009 | Red Dwarf: Back to Earth                                                    | Ella misma/Kristine Kochanski |                                    |
| 2010 | Leila                                                                       | Leila                         |                                    |
| 2012 | Casualty                                                                    | April Halliwell               | Episodio: Hero Syndrome            |
| 2014 | Holby City                                                                  | Pat Lang                      | Episodio: No Apologies             |